# Thuần Vu Đạo
Thuần Vu Đạo (chữ Hán:淳于導; bính âm: Chunyu Dao; ??-208) là một nhân vật hư cấu trong tiểu thuyết lịch sử Tam Quốc diễn nghĩa của nhà văn La Quán Trung, trong triểu thiết này, Thuần Vu Đạo là bộ tướng của Tào Nhân và bị Triệu Vân giết trong trận Trường Bản. Thuần Vu Đạo là người đã bắt sống được My Chúc, trói ông này trên lưng ngựa và đi áp tải theo sau đem nộp để lấy công. Thuần Vu Đạo tay cầm mã tấu, dẫn thêm một nghìn quân. Thuần Vu Đạo gặp Triệu Vân, Triệu Vân trông thấy quát to một tiếng, tế ngựa xông tới. Thuần Vu Đạo không đánh lại bị Triệu Vân đâm một giáo chết. Thuần Vu Đạo còn được khắc họa hình ảnh qua bộ truyện tranh Chú bé rồng của Nhật Bản, trong đó, Thuần Vu Đạo lao đến chém Triệu Vân nhưng bị Triệu Vân dùng giáo đâm chết tại chỗ.